# Filmographie de Dimple Kapadia

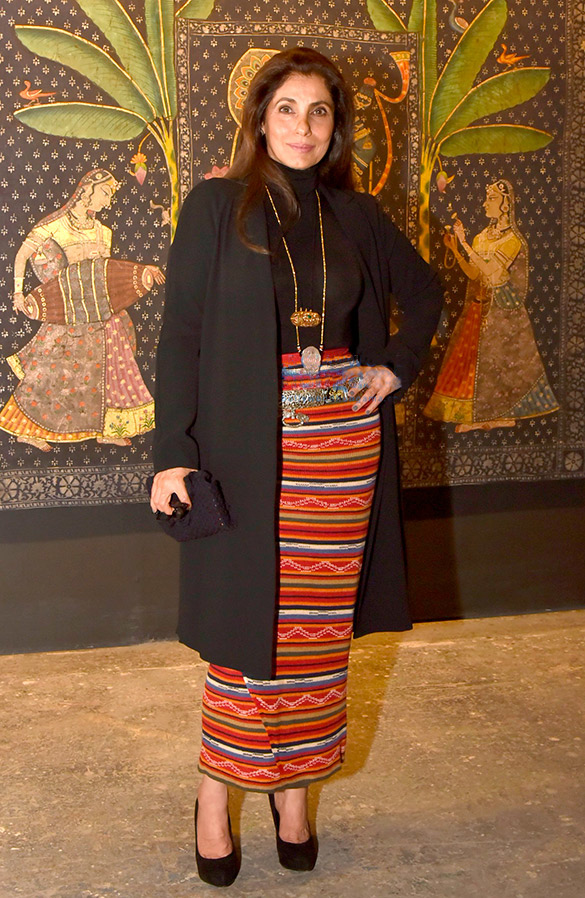
Kapadia à la Pichvai Exhibition à New Delhi (2018)

Dimple Kapadia est une actrice indienne qui apparaît principalement dans les films en hindi. Elle est découverte par Raj Kapoor, à l'âge de 14 ans, qui lui donne le rôle principal dans sa romance d'adolescente Bobby (1973), aux-côtés de son fils Rishi Kapoor.
Le film devient un énorme succès commercial et fait d'elle une star du jour au lendemain,. Son rôle d'adolescente chrétienne de Goa lui permet de devenir une icône de la mode pour les jeunes et lui vaut le Filmfare Award de la meilleure actrice,,. Kapadia prend sa retraite après son mariage avec l'acteur indien Rajesh Khanna, plus tôt en 1973, et elle revient dans l'industrie cinématographique en 1984, après sa séparation d'avec Khanna.
La sortie de son film de retour, Saagar, est retardée, Zakhmi Sher devenant le deuxième film de sa carrière. Saagar, sorti en 1985, lui vaut un deuxième prix Filmfare de la meilleure actrice et elle s'impose comme l'une des actrices principales du cinéma hindi, dans les années 1980 et au début des années 1990. Les premiers rôles qu'elle a joués, après son retour, comprennent le thriller hitchcockien Aitbaar (1985), pour lequel elle reçoit des critiques positives, et les films d'action à succès commercial Arjun et Janbaaz (1986),,. Pendant cette période, elle joue dans plusieurs films, en Inde du Sud, qu'elle admet avoir fait pour des raisons financières et nie leur qualité.
Beaucoup des premiers rôles de Kapadia reposent sur sa beauté perceptible et elle a du mal à être prise au sérieux en tant qu'actrice. Elle prend la décision d'accepter des rôles plus sérieux et est acclamée pour son rôle dans le drame marital Kaash (1987),. Le succès financier vient avec des films comme Insaniyat Ke Dushman (1987), Insaaf (1987), dans lesquels elle joue des doubles rôles ; 
la controversée saga de vengeance Zakhmi Aurat (1988), dans laquelle elle tient le rôle d'une victime de viol et Ram Lakhan (1989),. Elle commence la décennie suivante en s'aventurant dans les films d'art néoréaliste, connus en Inde sous le nom de cinéma parallèle, dont Drishti (1990), Lekin... (1990), et Rudaali (1993),
.
Tous ces films lui valent les éloges de la critique, et son rôle de pleureuse professionnelle dans ce dernier lui vaut le National Film Award de la meilleure actrice et un Filmfare Critic's Award de la meilleure actrice. Elle tient également des rôles dans Prahaar (en) (1991), Angaar (en) (1992), Gardish (1993) et Krantiveer (1994), ce qui lui vaut un quatrième Filmfare Award, dans la catégorie meilleure actrice dans un second rôle,,.
Kapadia devient sélective dans ses rôles et son travail au cours des décennies suivantes est peu fréquent et avec des disparités importantes,. Elle joue le second rôle, une alcoolique divorcée, dans Dil Chahta Hai (2001) et est remarquée pour son interprétation du rôle principal, une professeur d'âge moyen, dans la production américaine Leela (2002),. Dans les deux films, elle joue des femmes qui sont l'objet du désir d'hommes plus jeunes, dans des rôles écrits spécialement pour elle,. Parmi les films qu'elle a réalisés par la suite, on trouve des rôles principaux dans Hum Kaun Hai? (2004), Pyaar Mein Twist (2005), Phir Kabhi (2008), Tum Milo Toh Sahi (2010) et ses seconds rôles dans Being Cyrus (2005), Luck by Chance (2009), Dabangg (2010), Cocktail (2012) et Finding Fanny (2014),. Alors que Dabangg est l'un des films hindis les plus rentables de tous les temps,, ses rôles dans Luck by Chance et Finding Fanny lui valent deux nominations au Filmfare,.
Dimple Kapadia est choisie par Christopher Nolan pour son thriller d'action Tenet
, qui est le quatrième film le plus rentable de 2020 et lui vaut des critiques positives,.

## Films
| Année | Titre                          | Rôle                          | Réalisateur                         | Notes                                                                                          | Réf.    |
| ----- | ------------------------------ | ----------------------------- | ----------------------------------- | ---------------------------------------------------------------------------------------------- | ------- |
| 1973  | Bobby                          | Bobby J. Braganza             | Raj Kapoor                          | Filmfare Award de la meilleure actrice                                                         | ,       |
| 1984  | Zakhmi Sher                    | Anu Gupta                     | Pradeep Sharma                      |                                                                                                | [ 34 ]  |
| 1984  | Manzil Manzil                  | Seema Malhotra                | Nasir Hussain                       |                                                                                                | [ 35 ]  |
| 1985  | Lava                           | Rinku Dayal                   | Ravindra Peepat                     |                                                                                                | [ 36 ]  |
| 1985  | Aitbaar                        | Neha Khanna                   | Mukul S. Anand (en)                 |                                                                                                | [ 37 ]  |
| 1985  | Arjun                          | Geeta Sahani                  | Rahul Rawail                        |                                                                                                | [ 38 ]  |
| 1985  | Pataal Bhairavi                | Yaskankya                     | K. Bapayya (en)                     |                                                                                                | [ 39 ]  |
| 1985  | Saagar                         | Mona D'Silva                  | Ramesh Sippy                        | Filmfare Award de la meilleure actrice                                                         | ,       |
| 1986  | Vikram                         | Princesse Inimaasi            | Rajasekhar                          | Film tamoul                                                                                    | [ 42 ]  |
| 1986  | Janbaaz                        | Reshma Rai                    | Feroz Khan (en)                     |                                                                                                | [ 43 ]  |
| 1986  | Allah Rakha                    | Julie Khera                   | Ketan Desai                         |                                                                                                | [ 44 ]  |
| 1987  | Insaniyat Ke Dushman           | Shilpa                        | Rajkumar Kohli (en)                 |                                                                                                | [ 45 ]  |
| 1987  | Insaaf                         | Sonia / Dr. Sarita            | Mukul S. Anand (en)                 |                                                                                                | [ 46 ]  |
| 1987  | Kaash                          | Pooja                         | Mahesh Bhatt                        |                                                                                                | [ 47 ]  |
| 1988  | Saazish                        | Meena                         | Rajkumar Kohli (en)                 |                                                                                                | [ 48 ]  |
| 1988  | Mera Shikar                    | Bijli                         | Keshu Ramsay (en)                   |                                                                                                | [ 49 ]  |
| 1988  | Gunahon Ka Faisla (en)         | Shanu/Durga                   | Shibu Mitra (en)                    |                                                                                                | [ 50 ]  |
| 1988  | Bees Saal Baad (en)            | Nisha                         | Rajkumar Kohli (en)                 |                                                                                                | [ 51 ]  |
| 1988  | Aakhri Adaalat (en)            | Rima Kapoor                   | Rajiv Mehra                         |                                                                                                | [ 52 ]  |
| 1988  | Kabzaa (en)                    | Dr. Smita                     | Mahesh Bhatt                        |                                                                                                | [ 53 ]  |
| 1988  | Mahaveera (en)                 | Dolly                         | Naresh Saigal                       |                                                                                                | [ 54 ]  |
| 1988  | Zakhmi Aurat                   | Kiran Dutt                    | Avtar Bhogal                        |                                                                                                | [ 55 ]  |
| 1988  | Ganga Tere Desh Mein (en)      | Princess                      | Vijay Reddy                         |                                                                                                | [ 56 ]  |
| 1989  | Ram Lakhan                     | Geeta Kashyap                 | Subhash Ghai                        |                                                                                                | [ 57 ]  |
| 1989  | Touhean (en)                   | Deepika Srivastava            | Madan Joshi                         |                                                                                                | [ 58 ]  |
| 1989  | Batwara                        | Jinna                         | J.P. Dutta                          |                                                                                                | [ 59 ]  |
| 1989  | Sikka                          | Shobha                        | K. Bapayya (en)                     |                                                                                                | [ 60 ]  |
| 1989  | Shehzaade (en)                 | Aarti                         | Raj N. Sippy (en)                   | Non créditée                                                                                   | [ 61 ]  |
| 1989  | Ladaai (en)                    | Billoo                        | Deepak Shivdasani (en)              |                                                                                                | [ 62 ]  |
| 1989  | Pati Parmeshwar (en)           | Tara/Durga                    | Madan Joshi                         |                                                                                                | [ 63 ]  |
| 1989  | Pyar Ke Naam Qurbaan           | Rajkumari Devika Singh        | Babbar Subhash (en)                 |                                                                                                | [ 64 ]  |
| 1990  | Kali Ganga (en)                | Ganga                         | Raj N. Sippy (en)                   |                                                                                                | [ 65 ]  |
| 1990  | Aag Ka Gola (en)               | Aarti                         | David Dhawan                        |                                                                                                | [ 66 ]  |
| 1990  | Drishti                        | Sandhya                       | Govind Nihalani                     |                                                                                                | [ 67 ]  |
| 1991  | Lekin...                       | Reva                          | Gulzar                              | Nommée - Filmfare Award de la meilleure actrice                                                | ,       |
| 1991  | Prahaar: The Final Attack (en) | Kiran                         | Nana Patekar                        |                                                                                                | [ 69 ]  |
| 1991  | Naramsimha (en)                | Anita V. Rastogi              | N. Chandra (en)                     |                                                                                                | [ 70 ]  |
| 1991  | Mast Kalandar (en)             | Prit Kaur                     | Rahul Rawail                        |                                                                                                | [ 71 ]  |
| 1991  | Haque                          | Varsha B. Singh               | Harish Bhosle                       |                                                                                                | [ 72 ]  |
| 1991  | Khoon Ka Karz (en)             | Tara K. Lele                  | Mukul S. Anand (en)                 |                                                                                                | [ 46 ]  |
| 1991  | Dushman Devta (en)             | Gauri                         | Anil Ganguly (en)                   |                                                                                                | [ 73 ]  |
| 1991  | Ajooba (en)                    | Rukhsana Khan                 | Shashi Kapoor Gennady Vasilyev (en) |                                                                                                | ,       |
| 1991  | Ranbhoomi (en)                 | Radha                         | Deepak Sareen (en)                  |                                                                                                | [ 76 ]  |
| 1992  | Karm Yodha (en)                | Namita                        | Dayal Nihalani                      |                                                                                                | [ 77 ]  |
| 1992  | Angaar (en)                    | Mili                          | Shashilal K. Nair                   |                                                                                                | [ 78 ]  |
| 1992  | Dil Aashna Hai                 | Barkha                        | Hema Malini                         |                                                                                                | [ 79 ]  |
| 1992  | Maarg (en)                     | Uma                           | Mahesh Bhatt                        |                                                                                                | [ 80 ]  |
| 1993  | Rudaali                        | Shanichari                    | Kalpana Lajmi                       | National Film Award de la meilleure actrice Filmfare Critic's Award de la meilleure prestation | ,       |
| 1993  | Gunaah (en)                    | Kavita Sharma                 | Mahesh Bhatt                        |                                                                                                | [ 83 ]  |
| 1993  | Aaj Kie Aurat (en)             | Roshni Verma                  | Avtar Bhogal                        |                                                                                                | [ 84 ]  |
| 1993  | Gardish                        | Shanti                        | Priyadarshan                        | Nommée - Filmfare Award de la meilleure actrice dans un second rôle                            | [ 85 ]  |
| 1993  | Antareen                       | La femme                      | Mrinal Sen                          | Film bengali                                                                                   | [ 86 ]  |
| 1994  | Pathreela Raasta (en)          | Gayatri Sanyal                | Ajay Kashyap (en)                   |                                                                                                | [ 87 ]  |
| 1994  | Krantiveer                     | Megha Dixit                   | Mehul Kumar (en)                    | Filmfare Award de la meilleure actrice dans un second rôle                                     | ,       |
| 1997  | Share Bazaar (en)              |                               | Manmohan Sabir                      | Apparition spéciale                                                                            | [ 89 ]  |
| 1997  | Agni Chakra                    | Rani                          | Amit Suryavanshi                    |                                                                                                | [ 90 ]  |
| 1997  | Mrityudata                     | Janki Ghayal                  | Mehul Kumar (en)                    |                                                                                                | [ 91 ]  |
| 1998  | 2001: Do Hazaar Ek (en)        | Roshni Sharma                 | Raj N. Sippy (en)                   |                                                                                                | [ 92 ]  |
| 1999  | Laawaris (en)                  | Kavita Saxena                 | Shrikant Sharma                     |                                                                                                | [ 93 ]  |
| 1999  | Hum Tum Pe Marte Hain          | Devyani Chopra                | Nabh Kumar                          |                                                                                                | [ 94 ]  |
| 2001  | Dil Chahta Hai                 | Tara Jaiswal                  | Farhan Akhtar                       |                                                                                                | [ 95 ]  |
| 2002  | Leela                          | Leela                         | Somnath Sen                         |                                                                                                | [ 96 ]  |
| 2004  | Hum Kaun Hai?                  | Sandra Williams               | Ravi Shankar Sharma                 |                                                                                                | [ 97 ]  |
| 2005  | Pyaar Mein Twist               | Sheetal Arya                  | Hriday Shetty                       |                                                                                                | [ 98 ]  |
| 2006  | Being Cyrus                    | Katy Sethna                   | Homi Adajania (en)                  | Film en anglais                                                                                | [ 99 ]  |
| 2006  | Banaras                        | Gayatri                       | Pankaj Parashar (en)                |                                                                                                | [ 100 ] |
| 2008  | Jumbo (en)                     | Devi                          | Kompin Kemgumnird                   | Voix, film d'animation                                                                         | [ 101 ] |
| 2009  | Phir Kabhi                     | Ganga                         | V. K. Prakash (en)                  |                                                                                                | [ 102 ] |
| 2009  | Luck by Chance                 | Neena Walia                   | Zoya Akhtar                         | Nommée - Filmfare Award de la meilleure actrice dans un second rôle                            | ,       |
| 2010  | Tum Milo Toh Sahi              | Delshad Nanji                 | Kabir Sadanand (en)                 |                                                                                                | [ 104 ] |
| 2010  | Dabangg                        | Naini P. Pandey               | Abhinav Kashyap (en)                |                                                                                                | [ 105 ] |
| 2011  | Patiala House                  | Mrs. Kahlon                   | Nikhil Advani                       |                                                                                                | [ 106 ] |
| 2012  | Bombay Mittayi (en)            | Mrs. Mansoor                  | Umar Karikkad                       | Film malayalam                                                                                 | [ 107 ] |
| 2012  | Cocktail                       | Kavita Kapoor                 | Homi Adajania (en)                  |                                                                                                | [ 108 ] |
| 2013  | What the Fish                  | Sudha Mishra                  | Gurmeet Singh (en)                  |                                                                                                | [ 109 ] |
| 2014  | The Shaukeens (en)             |                               | Abhishek Sharma (en)                | Apparition spéciale                                                                            | [ 110 ] |
| 2014  | Gollu Aur Pappu (en)           | Amma                          | Kabir Sadanand (en)                 | Apparition spéciale                                                                            | ,       |
| 2014  | Finding Fanny                  | Rosalina "Rosie" Eucharistica | Homi Adajania (en)                  | Film en anglais Nommée - Filmfare Award de la meilleure actrice dans un second rôle            | [ 108 ] |
| 2015  | Welcome Back (en)              | Poonam / Maharani Padmavati   | Anees Bazmee                        |                                                                                                | [ 113 ] |
| 2019  | Dabangg 3                      | Naini P. Pandey               | Prabhu Deva Sundaram                |                                                                                                | [ 105 ] |
| 2020  | Angrezi Medium                 | Sampada Kohli                 | Homi Adajania (en)                  |                                                                                                | [ 114 ] |
| 2020  | Tenet                          | Priya                         | Christopher Nolan                   | Film en anglais                                                                                | [ 115 ] |
| 2021  | Brahmastra †                   | TBA                           | Ayan Mukherjee (en)                 | Post-production                                                                                | [ 113 ] |

| † | Désigne les films qui ne sont pas encore sortis |

## Télévision
| Année | Titre       | Rôle             | Diffuseur   | Ref.    |
| ----- | ----------- | ---------------- | ----------- | ------- |
| 2021  | Tandav (en) | Anuradha Kishore | Prime Video | [ 116 ] |